# YouTube Music
YouTube Music é uma plataforma de streaming de música desenvolvida pelo YouTube, ele fornece uma interface adaptada para o serviço orientado para streaming de música, permitindo aos usuários navegar através de vídeos de música no YouTube, com base em gêneros, listas de reprodução e recomendações. O serviço foi criado com base para termos a descontinuação do Google Play Music. Ele oferece uma assinatura, que permite reproduzir sem anúncios, reprodução de áudio em segundo plano e download de músicas para ouvir offline. Esta assinatura também têm benefícios que são oferecidos para os assinantes do YouTube Premium.

## História
O aplicativo YouTube Music foi lançado em outubro de 2015, e disponibilizado no mês seguinte. No Brasil foi lançado em setembro de 2018.
Seu lançamento veio junto com a inauguração do YouTube Premium, um maior serviço de assinatura que cobre a totalidade da plataforma do YouTube, incluindo o aplicativo Google Play Música. Embora redundante para o Google, já que existe o Google Play Música. O aplicativo é projetado para usuários que consomem principalmente música através do YouTube tem acesso ilimitado do serviço de assinatura.
Em 17 de maio de 2018, o YouTube anunciou uma nova versão do YouTube com a aplicação de Música, que inclui uma nova interface de usuário redesenhada do aplicativo móvel, mais  recomendações dinâmicas com base em vários fatores, e o uso de tecnologia de inteligência artificial do Google para a busca de músicas com base nas letras e descrições. Além disso, o YouTube Music se tornará um serviço de assinatura separado (posiciona-se como mais um concorrente direto para o Apple Music e o Spotify), oferecendo música grátis compensadas por anúncios e reprodução de áudio em segundo plano e download para escutar offline o conteúdo de músicas do YouTube. Os benefícios dos assinantes dos serviços continuarão disponíveis como parte do serviço YouTube Premium, incluindo o acesso ilimitado de todos os assinantes do Google Play Música.
O YouTube Music tem um preço de inscrição alinhado com os seus concorrentes em R$ 16,90/mês para assinaturas individuais, e ainda um plano família, no qual é possível dividir uma assinatura em até seis contas, por R$ 25,50.
O YouTube Music está disponível para celulares Android e iOS e terá um aplicativo dedicado; haverá também uma versão específica para PCs, via navegadores.

O serviço opera inicialmente em paralelo com o Google Play Música, mas o gerente de produto, Elias Romano, afirmou que os usuários do Google Play Música, eventualmente, serão migrados para o YouTube Music depois de atingir a paridade de recurso com o Google Play Music (incluindo a adição de funcionalidades, tais como compras de música e uma nuvem baseada na biblioteca fornecida pelas músicas do usuário). O gerente de produto do YouTube Music, T. Jay Fowler, afirmou que a coleções, listas de reprodução e preferências seriam migrados.
Em 26 de setembro de 2023, o Google anunciou que o Google Podcasts seria descontinuado e substituído pelo YouTube Music a partir de 23 de junho de 2024. 

## Recursos
A disponibilidade de música inclui muitos dos lançamentos dos principais artistas e estende-se para qualquer vídeo categorizado como música no serviço do YouTube.
A diferenciação entre as empresas é que a maioria dos concorrentes que compartilham o catálogo global das gravadoras, hoje em torno de 40 milhões de músicas. Para se destacar, o YouTube aposta em sua vasta biblioteca de vídeos, que também estarão disponíveis pelo aplicativo oficial. “No YouTube, você não tem só a música, mas também o clipe, o vídeo com a letra, a versão ao vivo e até as covers feitos por fãs no mundo todo”, destaca Sandra Jimenez, chefe da área de música do YouTube para a América Latina. A reprodução de músicas através de seus vídeos de música, onde aplicável.
O YouTube Music para assinantes premium é capaz de alternar para o modo de apenas áudio que pode ser reproduzido em segundo plano enquanto o aplicativo não estiver em uso. Para quem quiser utilizar o serviço de graça, haverá limitações: entre elas, a impossibilidade de baixar músicas para ouvir offline e a interrupção das listas de reprodução com anúncios. Além disso, no celular, será impossível ouvir as músicas em segundo plano – será preciso deixar o aparelho com a tela ligada e dentro do aplicativo, por exemplo, para que o som continue em reprodução. Este é um dos pontos fracos do serviço.
As listas de reprodução criadas no Google Play Música ainda não estão disponíveis para usuários do YouTube.
Em busca da paridade de recursos disponíveis no Google Play Music, o YouTube Music recebeu a possibilidade de reprodução de arquivos locais sem a necessidade de uma assinatura. Em nova atualização o YTM adicionou o widget de reprodução que o GPM já possuía. Ainda buscando a paridade de recursos como o seu antecessor o Youtube Music adicionou a possibilidade de enviar músicas pessoais para o serviço assim como o Google play music permitia (com um limite de 50.000 músicas),o YTM subiu esse limite para 100.000 músicas.
O aplicativo recebeu também uma transição completa quase que perfeita entre uma música e o seu clipe oficial ou vice-versa, na qual se você estiver escutando uma música e o clipe possui uma introdução (história) o clipe vai ser reproduzido na mesma parte da música. Além de recursos que o YouTube Music possui que o Google Play Music nunca irá receber, como a integração entre o Waze e com o aplicativo oficial de relógio do Google.Adicionando mais recurso que o Google Play Musica não devera obter antes do seu encerramento definitivo, o Youtube Music adicionou a exibição das letras as músicas e videos disponíveis na plataforma, além de agora oferecer listas de reprodução personalizadas com base no que cada pessoa mais ouve, como a Discover Mix (Mix de Descobertas), New Release Mix (Mix de Lançamentos) e a Your Mix (Seu Mix).